# Die Flucht zum Hexenberg
Die Flucht zum Hexenberg (Originaltitel: Escape to Witch Mountain) ist ein US-amerikanischer Fantasyfilm mit Science-Fiction-Elementen von John Hough aus dem Jahr 1975. Es ist die Literaturverfilmung des gleichnamigen Romans von Alexander Key.

## Handlung
Tia und Tony sind zwei Waisenkinder mit außergewöhnlichen Kräften. Lucas Deranian gibt sich im Waisenhaus als ihr Onkel aus, um sie seinem Boss Aristoteles zu übergeben, der ihre Zauberkräfte für sich nutzen will. Mit Hilfe des Witwers Jason entkommen Tia und Tony und erreichen den „Hexenberg“, auf dem sie in Sicherheit sind. Gleichzeitig helfen sie Jason, den Schmerz über den Verlust seiner Frau zu überwinden.

## Hintergrund
Der auf dem Roman Escape to Witch Mountain (deutsche Übersetzung: Die Kinder vom andern Stern) von Alexander Key basierende Film startete am 21. März 1975 in den amerikanischen und am 29. Januar 1976 in den bundesdeutschen Kinos. Die deutsche Erstveröffentlichung auf DVD erfolgte am 12. Februar 2004.
Der Film war Vorlage für einen gleichnamigen TV-Film aus dem Jahr 1995 mit Robert Vaughn in der Hauptrolle sowie für den Film Die Jagd zum magischen Berg aus dem Jahr 2009 mit Dwayne Johnson und AnnaSophia Robb.

## Kritik
„Erfolgreiche, überaus sentimentale Familiengeschichte nach Disney-Routine im Gewand eines Science-Fiction-Films für Jugendliche.“

## Fortsetzung
1978 erschien die Fortsetzung Der Sieg der Sternenkinder (Return from Witch Mountain), erneut unter der Regie von John Hough. Neben den Kinderdarstellern Kim Richards und Ike Eisenmann spielten Bette Davis und Christopher Lee die Hauptrollen.